# Alev Alatlı

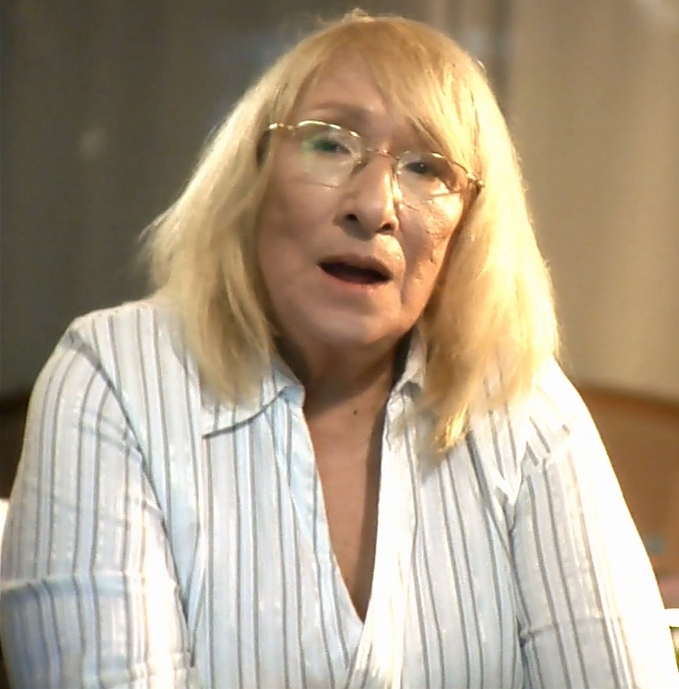
Alev Alatlı (2008)

Alev Alatlı (* 16. September 1944 in Menemen; † 2. Februar 2024 in Istanbul) war eine türkische Wirtschaftswissenschaftlerin, Philosophin, Kolumnistin und Bestsellerautorin.

## Leben
Alatlı wurde 1944 als Tochter eines Offiziers in der West-Türkei geboren. Nach dem Besuch von Grund- und weiterführenden Schulen in der Türkei verbrachte sie ihre Jugend in Japan, wo der Vater als Militärattaché an der türkischen Botschaft arbeitete und später als Verbindungsoffizier der Türkischen Brigade im Koreakrieg bei den Vereinten Nationen.
Alev Alatlı besuchte die Amerikanische Schule in Japan in Tokio. Nach ihrem Abschluss kehrte die Familie in die Türkei zurück und Alatlı studierte Wirtschaftswissenschaften an der Technischen Universität des Nahen Ostens in Ankara. Sie schloss das Studium 1963 mit einem Bachelor ab.
Nach dem Abschluss heiratete sie ihren Kommilitonen Alper Orhon. Alev Alatlı bekam ein Stipendium und ihr Ehemann ein Stipendium der Ford Foundation, sodass beide in den Vereinigten Staaten lernen konnten. Alatlı studierte an der Vanderbilt University in Nashville und schloss mit einem Master of Arts in Entwicklungsökonomie und -ökonometrie ab. 1968/69 unterrichtete sie als Dozentin beim US-Außenministerium und 1969 am Caan College.
Zu diesem Zeitpunkt beschäftigte sie sich intensiv mit der Bedeutung von Formeln und Zahlen und entschied sich im Bereich der Philosophie weiter zu studieren. Sie besuchte das Dartmouth College in New Hampshire und absolvierte ein Promotionsstudium in Religionsphilosophie und Geschichtsphilosophie.
Im Jahr 1974 kehrte Alatlı in die Türkei zurück. Eine Weile arbeitete sie als Dozentin an der Universität Istanbul und später als Ökonomin bei dem Staatlichen Planungsamt in Ankara.
In den fünf Jahren nach ihrer Rückkehr aus den Vereinigten Staaten verbrachte Alev Alatlı ihre Zeit hauptsächlich mit dem Studium des Islam. Sie arbeitete außerdem an einem psycholinguistischen Projekt an der University of California, Berkeley über die Sprachmuster bei türkischen Kindern. Sie veröffentlichte in Kooperation mit der Tageszeitung Cumhuriyet ein Magazin mit dem Namen Bizim İngilizce, das Türken die englische Sprache vermitteln sollte.
1984 gab sie ihre bisherigen Tätigkeiten auf und widmete sich ganz dem Schreiben. Ihr erstes Buch mit dem Titel Aydın Despotizmi... war eine philosophische Studie.
Alatlıs nächstes Werk war ihr erster Roman Yaseminler Tüter mi Hala?, der 1985 veröffentlicht wurde. Inspiriert war das Buch von der wahren Geschichte einer griechischen Zypriotin: Geboren wurde die Protagonistin im Kloster Apostolos Andreas auf der Halbinsel Karpas. Sie starb tragisch im Alter von 32 Jahren in Piräus nach zwei Ehen mit einem muslimischen türkischen Zyprioten und einem orthodoxen Griechen. Alev Alatlıs nächstes Werk waren zwei Übersetzungen ins Türkische zweier Bücher von Edward Said mit dem Titel Covering Islam (Haberlerin Ağında Islam) und The Question of Palestine (Filistin’in Sorunu). Dafür erhielt sie die Ehrenmedaille von Jassir Arafat.
Alatlıs Roman Işkenceci wurde 1987 veröffentlicht. Es folgten Viva la Muerte! - Yaşasın Ölüm! (1992), ’Nuke’ Türkiye! (1993), Valla, Kurda Yedirdin Beni! (1993) und O.K. Musti! Türkiye Tamamdır. (1994). Der Roman Kadere Karşı Koy A.Ş. erschien 1995. Alev Alatlıs erster Gedichtband Eylül ’98 kam im Jahr 1999 heraus. 1999 und 2000 schrieb sie die futuristischen Bücher Kabus und Rüya, die sich mit dem Gedankenexperiment „Schrödingers Katze“ beschäftigen.
Alatlıs nächste Romane Grace over Enlightenment, World Sentry und Eyy Uhnem! Eyy Uhnem! sind die ersten drei Bücher des vierbändigen Werks über Russland mit dem Titel Gogol’un İzinde. 2006 bekam sie den Scholochow-Preis für den dritten Roman der Reihe.
Ab 2002 schrieb sie eine alle zwei Wochen erscheinende Kolumne für die Zaman. 2003 erschien das Buch Şimdi Değilse, Ne zaman?, das in einer Sammlung ihre besten Kolumnen aus der Zaman vereint.
2006 verteidigte sie Holocaustleugner, die an der Holocaustleugnungskonferenz im Iran 2006 teilnahmen, als „berühmte Akademiker“ und behauptete, am Institute for Historical Review des Leugners Mark Weber werde keine Holocaustleugnung betrieben.

## Auszeichnungen
- 1997 Romanpreis der Türkischen Schriftstellervereinigung für Işkenceci[2]

## Veröffentlichungen

### Romane
- Aydın Despotizmi.... Alfa Basım Yayım Dağıtım, 1982.
- Yaseminler Tüter mi Hala?. Everest Yayınları, 1985.
- Işkenceci. 1987.
- Viva la Muerte! – Yaşasın Ölüm! – Or'da Kimse Var mı?. Everest Yayınları, 1992.
- ’Nuke’ Türkiye! – Or'da Kimse Var mı?. Everest Yayınları, 1993.
- Valla, Kurda Yedirdin Beni! – Or'da Kimse Var mı?. Everest Yayınları, 1993.
- O.K. Musti! Türkiye Tamamdır. – Or'da Kimse Var mı?. Alfa Basım Yayım Dağıtım, 1994.
- Kabus. (= Band 1 von Schrödinger'in Kedisi), Everest Yayınları, 1999.
- Rüya. (= Band 2 von Schrödinger'in Kedisi), Everest Yayınları, 2000.
- Aydınlanma Değil, Merhamet!. (= Band 1 von Gogol'ün İzinde), Everest Yayınları, 2004.
- Dünya Nöbeti. (= Band 2 von Gogol'ün İzinde), Everest Yayınları, 2005.
- Eyy Uhnem! Eyy Uhnem!. (= Band 3 von Gogol'ün İzinde), Everest Yayınları, 2006.
- Hollywood'u Kapattığım Gün. Everest Yayınları, 2009, ISBN 978-975-289-600-0.
- Aklın Yolu da Bir Değildir.... Destek Yayınları, 2009, ISBN 978-9944-2-9831-5.
- Beyaz Türkler Küstüler – Or'da Hâlâ Kimse Var mı? 5. Kitap. Everest Yayınları, 2013, ISBN 978-6051416366.

### Sachbücher
- Şimdi Değilse, Ne zaman?. Zaman Kitap, 2003, ISBN 975-8578-23-5.
- Hayır! Diyebilmeli İnsan. Zaman Kitap, 2005, ISBN 975-8578-71-5.

### Gedichte
- Eylül ’98

### Übersetzungen
- Haberlerin Ağında İslam, 1985
- Filistin’in Sorunu, 1986
- En Emin Yol (Der sicherste Weg), 2004, mit Şehabettin Yalçın (Übersetzung des 1868 erschienenen Werks Aḳvemü’l-mesâlik fî maʿrifeti aḥvâli’l memâlik von Tunuslu Hayreddin Paşa)

### Theaterstücke
- Kadere Karşı Koy A.Ş. 2002.